# Икеда (озеро)
Ике́да (Икеда-Ко, Икэда; яп. 池田湖) — пресноводное кратерное озеро юго-восточной оконечности полуострова Сацума на юге японского острова Кюсю. Располагается на территории префектуры Кагосима. Входит в состав национального парка Кирисима-Яку. Относится к водосборному бассейну Восточно-Китайского моря. Сток из озера идёт на юг через реку, впадающую в залив у населённого пункта Кавадзири.
Икеда представляет собой эвтрофное озеро, находящееся на высоте 66 м над уровнем моря северо-восточнее вулкана Каймон. Площадь озера составляет 10,9 км², глубина достигает 233 м. Наибольшие глубины приходятся на центральную часть акватории. Протяжённость береговой линии — 15 км.